# Club Deportivo Colonia
Der Club Deportivo Colonia, kurz Deportivo Colonia (Spitzname: Depor Colonia), ist ein Fußballverein aus der im Departamento Colonia gelegenen Stadt Juan Lacaze im Südwesten Uruguays. Derzeit findet keine Wettbewerbs-Teilnahme des Vereins im Rahmen der AUF, des uruguayischen Fußball-Verbandes, statt.

## Geschichte
Der Verein wurde am 16. Oktober 1999 mit Unterstützung der Federación Departamental de Fútbol de Colonia gegründet, um einen Verein aus dem regionalen Departamento im Profi-Fußball zu etablieren. Wegen finanzieller Probleme zog man sich im August 2006 vom Spielbetrieb zurück.

## Erfolge
Seit 2000 spielte man in der zweithöchsten Spielklasse Uruguays, der Segunda División. Nach dem Aufstieg in die Primera División hielt man sich dort von 2003 bis 2005.

## Bekannte ehemalige Spieler
- Martín Barlocco

## Ehemalige Trainer
- September 2004 bis Oktober 2004: Edgardo Arias
- -April 2006: Héctor Cirrincione
- April 2006-?: Víctor „Cuchu“ Cabrera[2][3]